# Melicope doormani-montis
Melicope doormani-montis är en vinruteväxtart som först beskrevs av Carl Karl Adolf Georg Lauterbach, och fick sitt nu gällande namn av Thomas Gordon Hartley. Melicope doormani-montis ingår i släktet Melicope och familjen vinruteväxter. Inga underarter finns listade i Catalogue of Life.